# Čelarevo
Čelarevo (in serbo Челарево?) è un villaggio della Serbia situato nella municipalità di Bačka Palanka, nel Distretto della Bačka Meridionale, nella provincia autonoma di Voivodina. La città conta 5 423 abitanti, la cui maggioranza costituita da Serbi (censimento del 2002).